# كريستوفر رونجكات
كريستوفر رونجكات (بالإندونيسية: Christopher Rungkat) مواليد 14 يناير 1990، هو لاعب كرة مضرب إندونيسي سابق بدأ مسيرته كمحترف سنة 2008 وكان يلعب باليد اليمنى. أعلى تصنيف له في الفردي كان المركز الـ 247 في سنة 2012. أعلى تصنيف له في الزوجي كان المركز الـ 302 في سنة 2011.

## روابط خارجية
- كريستوفر رونجكات على موقع رابطة محترفي التنس (الإنجليزية)
- كريستوفر رونجكات على موقع الاتحاد الدولي لكرة المضرب (الإنجليزية)
- كريستوفر رونجكات على موقع كأس ديفيز (الإنجليزية)
- كريستوفر رونجكات على موقع خلاصة التنس.كوم (الإنجليزية)
- كريستوفر رونجكات على موقع إي إس بي إن.كوم (الإنجليزية)